# Carol Sloane
Carol Anne Sloane (ur. 5 marca 1937 w Providence w stanie Rhode Island, zm. 23 stycznia 2023 w Stoneham w stanie Massachusetts) – amerykańska wokalistka jazzowa.
Mając 18 lat wyjechała do Niemiec z grupą musicalową. W 1957 powróciła do USA. W 1958 zaczęła śpiewać z orkiestrą Larry′ego Elgarta. W 1960 przeniosła się do Nowego Jorku. Właściwa jej kariera rozpoczęła się w 1961 po występie na festiwalu w Newport.